# بوب باسيت
سيرغي بيتروف، (1976، خاركيف، أوكرانيا)، المعروف باسم بوب باسيت، هو فنان أوكراني ومؤسس مشارك لأستوديو فني يحمل نفس الاسم.
يستخدم الفنان بشكل أساسي مواد مثل الجلد والمعادن والحجر والخشب والعظام والسيراميك والزجاج. على مر السنين، أصبحت الأقنعة الجلدية هدفه الرئيسي في الممارسة الفنية، وقد استخدمها في مجموعات متنوعة. عُرضت أعمال بوب باسيت في جميع أنحاء العالم، غالبًا خلال عروض أسبوع الموضة وفي المعارض والمشاريع، بما في ذلك يوم المتحف العالمي.
شارك في تأسيس الاستوديو سيرغي بيتروف وشقيقه أوليغ في عام 1989 في خاركيف بأوكرانيا. بعد وفاة أوليغ في عام 2011، أصبح سيرغي بيتروف الفنان والوجه الرئيسي ومدير العلامة التجارية.

## الفن

### الأسلوب والمواد
على مر السنين، أصبح بوب باسيت معروفًا باسم رائد الرومانسية التقنية. ليس للرومانسية التقنية قواعد واضحة، لذلك الفنان حر في مزج الأنماط والعناصر والمواد المختلفة. يتضمن الأسلوب إضفاء الطابع المثالي على التكنولوجيا وإضفاء الطابع الرومانسي على العملية الإبداعية ونتائجها. يعتبر بيتروف أن كل شيء من حوله مصدر إلهام لعمله، من المشاعر الإنسانية إلى الأشياء والطبيعة. إنه متحمس لتجربة التكنولوجيا والبحث عن مهارات جديدة. إنه لا يرسم رسومات أولية، ولكنه يبدأ في صنع شيء ما في الحال بعد التعامل مع المادة وفهم خصائصها، لاعتقاده أن الأداة لها تأثير كبير على النتيجة.
يمكن أن يستغرق تصنيع القناع الواحد من عشر ساعات إلى عام. لإنشاء قناع ليس فقط من الناحية الجمالية ولكن أيضًا مريح للارتداء، يفكر بيتروف في نظام التهوية ويرتب أحيانًا تجارب لمعرفة المدة التي يمكن أن يتحملها المرء. يحتوي الاستوديو على فريق من أربعة إلى ستة مصممين مساعدين، لكن عدد الأشخاص المشاركين في مشروع معين يعتمد على المهمة. بشكل عام، لا يسمح سيرغي للغرباء بزيارة ورشته. مادة بوب باسيت الأساسية هي الجلد. كما أنه يستخدم المعادن والحجر والخشب والعظام والسيراميك والزجاج. يستورد الاستوديو الجلود من العديد من البلدان، بما في ذلك أوكرانيا وبيلاروسيا وإيطاليا وأفريقيا.

### عروض الأزياء والمجموعات
عام 2013، قُدّمت أقنعة بوب باسيت في معرض أسبوع الموضة في برلين بالشراكة مع العلامة التجارية الأوكرانية.
عام 2014، قدم بوب باسيت مجموعة جديدة من الأقنعة والإكسسوارات خلال أسبوع الموضة الأوكراني. كان العنصر الرئيسي للمجموعة نمطًا من العمارة العربية التقليدية. إلى جانب الأقنعة، تضمنت المجموعة إكسسوارات جلدية مثل الحقائب والأساور.

### المعارض
قُدّم فن بوب باسيت في جميع أنحاء أوروبا والولايات والمملكة المتحدة. زار بيتروف وعرض في باريس ونيويورك ولندن وميلانو وليما (بيرو) وسيول وتوكيو وبكين وهونغ كونغ وكييف وخاركيف ودونيتسك والعديد من المدن الأخرى. نظرًا لأن معظم قطع بوب باسيت اشتراها هواة جمع التحف الدوليين، لم يكن من السهل ترتيب معرض في أوكرانيا، ولكن في عام 2017، استضاف بوب باسيت معاينة لأول معرض في الاستوديو، في كييف، أوكرانيا. لاحقًا من نفس العام، عرض في معرض في كييف. جرت استعارة العديد من العناصر المعروضة للعرض من مجموعات خاصة في باريس ونيويورك وتوكيو وميلانو وسيول ولندن. أيضًا في عام 2017، عرض بوب باسيت لأول مرة في المدينة الأصلية للاستوديو، خاركيف، أوكرانيا. أقيم المعرض الخاص، في مركز يرميلوف خلال ليلة المتحف، وهو مشروع دولي شارك فيه أكثر من 1000 مؤسسة عالمية. يعتبر معرض بوب باسيت أحد الأحداث الرئيسية لمشروع ليلة المتحف بأكمله، وكان متاحًا للجمهور لليلة واحدة فقط.
في المعرض، قدم بوب باسيت عناصر جديدة - جماجم فنية - صنعت بالشراكة مع الفنانين الأوكرانيين وبالإضافة إلى أقنعة مختلفة من مجموعة يوبير دوغ والمومياوات الصغيرة وأشياء أخرى. خلال الحدث، أعلن بوب باسيت وجامليت زينكيفسكي عن معرضهما المشترك المستقبلي كائنات. في عام 2018، دعا الفنان البيروفي كونراد فلوريز بوب باسيت وجامليت زينكيفسكي لجلب أعمالهما إلى معرض في ليما، بيرو. شارك الفنانون الأوكرانيون في معرض في مركز مونومينتال كالاو للفنون جنبًا إلى جنب مع كونراد فلوريز وفنان آخر، أندريا باريدا. قدم بوب باسيت ستة أقنعة في ليما. في وقت لاحق، اشترى مالك معرض محلي قطع كل من بوب باسيت وزينكيفسكي.
أهدى بوب باسيت قناعين إلى كونراد فلوريز، كان قد رسمهما بأسلوبه. عرضت هذه الأقنعة، التي وصفها بيتروف بأنها مثال فريد للفن الأوكراني البيروفي، في معرض ليما. شارك الفنانون الأوكرانيون في مشروع للصور في شوارع ليما يُدعى كارنافال.

### مشاريع خاصة
ابتكر بوب باسيت قناعًا لكلب مرة واحدة، لكنه تخلى عن الفكرة لاحقًا، واعتبرها إساءة معاملة للحيوانات. لاحقًا أعاد تصور الفكرة في كلب ستيمرانك المصنوع من الجلد، والذي كان عنصرًا شائعًا في العديد من المعارض. اعتز بها سيرغي بيتروف كقطعة فنية وكذكرى، لأنها كانت مبنية على قصة كلب حقيقي، أنقذته عائلة سيرغي من الشارع. في عام 2016، ابتكر بوب باسيت قناع راكب الدراجة النارية لمشروع مخصص للدراجات النارية.
خلال الثورة الأوكرانية 2013-2014، شارك سيرغي بيتروف في العديد من الاحتجاجات المؤيدة لأوكرانيا في خاركيف. أثّرت هذه الأحداث على كل من سياسته وفنه، قال: قبل عام 2014، لم أكن أعطي أي أهمية لأصولي: لا شيء، في فني، يتحدث عن أوكرانيا. في ذلك الوقت أردت فقط أن أصبح فنانًا للعالم. وبعد ذلك العام، كان لكوني أوكراني قيمة مختلفة تمامًا. بدأت هويتي الوطنية تتجلى أكثر فأكثر، حتى لو استمر ما أفعله في أن يكون له طابع عالمي. في نهاية عام 2013، قدم بوب باسيت قناعًا يبدو كعصا تحطم وجه مرتديها.